# Jerez de la Frontera

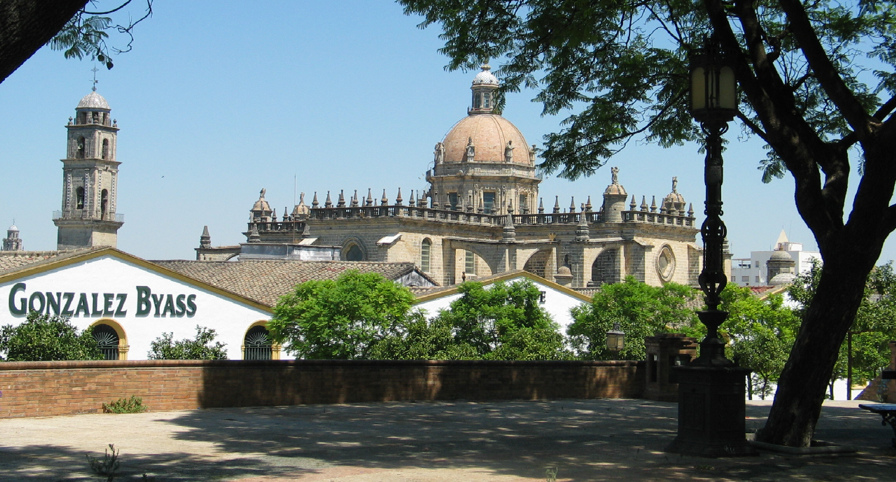
Catedrala din Jerez

Jerez de la Frontera este un municipiu în provincia Cádiz, Andaluzia, Spania cu o populație de 210.000 locuitori.
Aici se află, printre altele, Școala regală andaluză de călărie. În orașul se află circuitul Jerez.

## Personalități născute aici
- Álvar Núñez Cabeza de Vaca (c. 1488/1490 – c. 1557/1558), explorator;
- Lola Flores (1923 - 1995), cântăreață, actriță.